# Tristan Grant
Tristan Grant (Scarborough, Canadá, 31 de enero de 1992) es un futbolista canadiense de origen jamaicano que juega de defensor en el St. Andrews FC de la Premier League de Malta.

## Biografía
Es hijo de padres jamaicanos, su padre nació en Kingston y su madre nació en St. Thomas. Tenía seis años cuando su familia se mudó de Scarborough a Central Valley. Comenzó a jugar a los 10 años en el Ajax United.

## Selección
Ha sido internacional con la selección sub-20 de Canadá en una ocasión.

## Clubes
| Club           | País    | Año           | PJ | Goles |
| -------------- | ------- | ------------- | -- | ----- |
| Nacional "B"   | Uruguay | 2013          |    |       |
| K-W United FC  | Canadá  | 2013-2016     |    |       |
| Mosta          | Malta   | 2016-2017     | 9  | 0     |
| St. Andrews FC | Malta   | 2017-presente | 5  | 0     |